# Boxe aux Jeux olympiques d'été de 2024
Navigation
Tokyo 2020 Los Angeles 2028
Les épreuves de boxe anglaise lors des Jeux olympiques d'été de 2024 se tiennent à Paris, en France, du 27 juillet au 10 août 2024.
Il s'agit peut-être de la dernière apparition de la boxe aux Jeux olympiques, car elle ne figure toujours pas au programme des Jeux de Los Angeles en 2028. En effet, le Comité international olympique est « préoccupé par la gouvernance de la fédération internationale, sa transparence financière, sa durabilité ainsi que par l'intégrité de ses processus d'arbitrage et de jugement ». Le CIO prônait « un changement radical de culture » qui, semble-t-il, tarde à arriver.

## Lieux de la compétition
La première partie des compétitions de boxe aura lieu à l'Arena Paris Nord située dans l'enceinte du parc de expositions de Villepinte, ville située dans le département de Seine-Saint-Denis, au nord-est de Paris.
Les finales ont lieu sur le court Philippe Chatrier du Stade Roland-Garros, dans le 16e arrondissement, au sud-ouest de Paris.

## Format
Comme la précédente édition, le format est un tournoi à élimination directe avec des combats à un contre un sur un ring en trois rounds de trois minutes. Seules sont autorisées l'attaque à l'avant et aux côtés du visage et du buste de l'adversaire, avec des poings munis de gants.
Les catégories diffèrent de celles des Jeux de 2020 :
| Catégories | Catégories         | Jeux de 2020 | Jeux de 2024 |
| ---------- | ------------------ | ------------ | ------------ |
| Hommes     | Poids mouches      | -52 kg       | -51 kg       |
| Hommes     | Poids plumes       | -57 kg       | -57 kg       |
| Hommes     | Poids légers       | -63 kg       | -63,5 kg     |
| Hommes     | Poids welters      | -69 kg       | -71 kg       |
| Hommes     | Poids moyens       | -75 kg       | -80 kg       |
| Hommes     | Poids mi-lourds    | -81 kg       | -80 kg       |
| Hommes     | Poids lourds       | -91 kg       | -92 kg       |
| Hommes     | Poids super-lourds | +91 kg       | +92 kg       |
| Femmes     | Poids mouches      | -51 kg       | -50 kg       |
| Femmes     | Poids coqs         | NC           | -54 kg       |
| Femmes     | Poids plumes       | -57 kg       | -57 kg       |
| Femmes     | Poids légers       | -60 kg       | -60 kg       |
| Femmes     | Poids welters      | -69 kg       | -66 kg       |
| Femmes     | Poids moyens       | -75 kg       | -75 kg       |

## Critères de qualification
L'augmentation du nombre de catégories féminines (+2) au détriment de celles masculines (-1) va rendre les qualifications très âpres[réf. nécessaire]. Les critères de sélection sont détaillés ci-après,.
Ce système de qualification est basé sur des tournois de qualification olympique (TQO) disputés au cours d'événements multi-sports continentaux. La responsabilité des compétitions de boxe dans ces événements ne relève donc pas de l'IBA. Ainsi, par exemple, les participants au TQO européen devront atteindre les demi-finales pour obtenir une place, voire la finale pour les -75 kg femmes, les -51 kg, -92 kg et +92 kg hommes.
A l'issue de ces épreuves continentales, deux tournois mondiaux se déroulent entre mars et juin 2024, qualifiant finalement 56 hommes et 44 femmes.
En tant que pays hôte, la France dispose de places mais sous conditions[Lesquelles ?] : 3 places chez les hommes et 3 chez les femmes. Il n'en décroche finalement aucune[pourquoi ?].
| Compétition                  | Compétition                    | Quota Hommes | Quota Hommes | Quota Hommes | Quota Hommes | Quota Hommes | Quota Hommes | Quota Hommes | Quota Hommes | Quotas Femmes | Quotas Femmes | Quotas Femmes | Quotas Femmes | Quotas Femmes | Quotas Femmes | Quotas Femmes |
| Compétition                  | Compétition                    | 51 kg        | 57 kg        | 63.5 kg      | 71 kg        | 80 kg        | 92 kg        | +92 kg       | Total        | 50 kg         | 54 kg         | 57 kg         | 60 kg         | 66 kg         | 75 kg         | Total         |
| ---------------------------- | ------------------------------ | ------------ | ------------ | ------------ | ------------ | ------------ | ------------ | ------------ | ------------ | ------------- | ------------- | ------------- | ------------- | ------------- | ------------- | ------------- |
| Qualifications continentales | Tournoi qualificatif africain  | 1            | 1            | 1            | 1            | 1            | 1            | 1            | 7            | 2             | 2             | 2             | 2             | 2             | 1             | 11            |
| Qualifications continentales | Jeux panaméricains de 2023     | 2            | 2            | 2            | 2            | 2            | 2            | 2            | 14           | 2             | 2             | 4             | 4             | 2             | 2             | 16            |
| Qualifications continentales | Jeux asiatiques de 2022        | 2            | 2            | 2            | 2            | 2            | 2            | 2            | 14           | 4             | 4             | 4             | 4             | 2             | 2             | 20            |
| Qualifications continentales | Jeux européens 2023            | 2            | 4            | 4            | 4            | 4            | 2            | 2            | 22           | 4             | 4             | 4             | 4             | 4             | 2             | 22            |
| Qualifications continentales | Jeux du Pacifique de 2023      | 1            | 1            | 1            | 1            | 1            | 1            | 1            | 7            | 1             | 1             | 1             | 1             | 1             | 1             | 6             |
| TQO                          | n°1 (Italie, mars 2024)        | 4            | 4            | 4            | 4            | 4            | 4            | 4            | 28           | 4             | 4             | 2             | 3             | 4             | 4             | 21            |
| TQO                          | n°2 (Thaïlande, mai-juin 2024) | 4            | 3            | 5            | 5            | 3            | 4            | 4            | 28           | 4             | 4             | 4             | 3             | 4             | 4             | 23            |
| Pays hôte                    | Pays hôte                      | 0            | 0            | 0            | 0            | 0            | 0            | 0            | 0            | 0             | 0             | 0             | 0             | 0             | 0             | 0             |
| Invitations tripartites      | Invitations tripartites        | 0            | 1            | 1            | 1            | 1            | 0            | 0            | 4            | 1             | 1             | 1             | 1             | 1             | 0             | 5             |
| Total                        | Total                          | 16           | 18           | 20           | 20           | 18           | 16           | 16           | 124          | 22            | 22            | 22            | 22            | 20            | 16            | 124           |

## Calendrier
| Épreuve ↓ / Date → | Épreuve ↓ / Date →          | Sa 27 | Di 28 | Lu 29 | Ma 30 | Me 31 | Je 1er | Ve 2 | Sa 3 | Di 4 | Lu 5 | Ma 6 | Me 7 | Je 8 | Ve 9 | Sa 10 |
| ------------------ | --------------------------- | ----- | ----- | ----- | ----- | ----- | ------ | ---- | ---- | ---- | ---- | ---- | ---- | ---- | ---- | ----- |
| Hommes             | Poids mouches (-51 kg)      |       |       |       | P     |       |        | ¼    |      | ½    |      |      |      | F    |      |       |
| Hommes             | Poids plumes (-57 kg)       |       | P     |       |       | P     |        |      | ¼    |      |      |      |      | ½    |      | F     |
| Hommes             | Poids légers (-63,5 kg)     | P     |       | P     |       |       | ¼      |      |      | ½    |      |      | F    |      |      |       |
| Hommes             | Poids welters (-71 kg)      |       | P     |       |       | P     |        |      | ¼    |      |      | ½    |      |      | F    |       |
| Hommes             | Poids moyens (-80 kg)       | P     |       |       | P     |       |        | ¼    |      | ½    |      |      | F    |      |      |       |
| Hommes             | Poids lourds (-92 kg)       |       | P     |       |       |       | ¼      |      |      | ½    |      |      |      |      | F    |       |
| Hommes             | Poids super-lourds (+92 kg) |       |       | P     |       |       |        | ¼    |      |      |      |      | ½    |      |      | F     |
| Femmes             | Poids mouches (-50 kg)      |       | P     |       |       |       | P      |      | ¼    |      |      | ½    |      |      | F    |       |
| Femmes             | Poids coqs (-54 kg)         | P     |       |       | P     |       | ¼      |      |      | ½    |      |      |      | F    |      |       |
| Femmes             | Poids plumes (-57 kg)       |       |       |       | P     |       |        | P    |      | ¼    |      |      | ½    |      |      | F     |
| Femmes             | Poids légers (-60 kg)       | P     |       | P     |       | ¼     |        |      | ½    |      |      | F    |      |      |      |       |
| Femmes             | Poids welters (-66 kg)      |       | P     |       |       |       | P      |      | ¼    |      |      | ½    |      |      | F    |       |
| Femmes             | Poids moyens (-75 kg)       |       |       |       |       | P     |        |      |      | ¼    |      |      |      | ½    |      | F     |

| - P : tours préliminaires - ¼ : quarts de finale - ½ : demi-finales - F : finales |

## Podiums
| Épreuve                     | Or                            | Argent                       | Bronze                      |
| --------------------------- | ----------------------------- | ---------------------------- | --------------------------- |
| Hommes                      |                               |                              |                             |
| Poids mouches (-51 kg)      | Hasanboy Dusmatov (UZB)       | Billal Bennama (FRA)         | Junior Alcántara (DOM)      |
| Poids mouches (-51 kg)      | Hasanboy Dusmatov (UZB)       | Billal Bennama (FRA)         | Daniel Varela de Pina (CPV) |
| Poids plumes (-57 kg)       | Abdumalik Khalokov (UZB)      | Munarbek Seiitbek Uulu (KGZ) | Charlie Senior (AUS)        |
| Poids plumes (-57 kg)       | Abdumalik Khalokov (UZB)      | Munarbek Seiitbek Uulu (KGZ) | Javier Ibáñez (BUL)         |
| Poids légers (-63,5 kg)     | Erislandy Álvarez (CUB)       | Sofiane Oumiha (FRA)         | Wyatt Sanford (CAN)         |
| Poids légers (-63,5 kg)     | Erislandy Álvarez (CUB)       | Sofiane Oumiha (FRA)         | Lasha Guruli (GEO)          |
| Poids welters (-71 kg)      | Asadkhuja Muydinkhujaev (UZB) | Marco Verde (MEX)            | Omari Jones (USA)           |
| Poids welters (-71 kg)      | Asadkhuja Muydinkhujaev (UZB) | Marco Verde (MEX)            | Lewis Richardson (GBR)      |
| Poids moyens (-80 kg)       | Oleksandr Khyzhniak (UKR)     | Nurbek Oralbay (KAZ)         | Cristian Pinales (DOM)      |
| Poids moyens (-80 kg)       | Oleksandr Khyzhniak (UKR)     | Nurbek Oralbay (KAZ)         | Arlen López (CUB)           |
| Poids lourds (-92 kg)       | Lazizbek Mullojonov (UZB)     | Loren Alfonso (AZE)          | Enmanuel Reyes (ESP)        |
| Poids lourds (-92 kg)       | Lazizbek Mullojonov (UZB)     | Loren Alfonso (AZE)          | Davlat Boltaev (TJK)        |
| Poids super-lourds (+92 kg) | Bakhodir Jalolov (UZB)        | Ayoub Ghadfa (ESP)           | Nelvie Tiafack (GER)        |
| Poids super-lourds (+92 kg) | Bakhodir Jalolov (UZB)        | Ayoub Ghadfa (ESP)           | Djamili-Dini Aboudou (FRA)  |
| Femmes                      |                               |                              |                             |
| Poids mouches (-50 kg)      | Wu Yu (CHN)                   | Buse Naz Çakıroğlu (TUR)     | Nazym Kyzaibay (KAZ)        |
| Poids mouches (-50 kg)      | Wu Yu (CHN)                   | Buse Naz Çakıroğlu (TUR)     | Aira Villegas (PHI)         |
| Poids coqs (-54 kg)         | Chang Yuan (CHN)              | Hatice Akbaş (TUR)           | Pang Chol-mi (PRK)          |
| Poids coqs (-54 kg)         | Chang Yuan (CHN)              | Hatice Akbaş (TUR)           | Im Ae-ji (KOR)              |
| Poids plumes (-57 kg)       | Lin Yu-ting (TPE)             | Julia Szeremeta (POL)        | Esra Yıldız (TUR)           |
| Poids plumes (-57 kg)       | Lin Yu-ting (TPE)             | Julia Szeremeta (POL)        | Nesthy Petecio (PHI)        |
| Poids légers (-60 kg)       | Kellie Harrington (IRL)       | Yang Wenlu (CHN)             | Wu Shih-yi (TPE)            |
| Poids légers (-60 kg)       | Kellie Harrington (IRL)       | Yang Wenlu (CHN)             | Beatriz Ferreira (BRA)      |
| Poids welters (-66 kg)      | Imane Khelif (ALG)            | Yang Liu (CHN)               | Janjaem Suwannapheng (THA)  |
| Poids welters (-66 kg)      | Imane Khelif (ALG)            | Yang Liu (CHN)               | Chen Nien-chin (TPE)        |
| Poids moyens (-75 kg)       | Li Qian (CHN)                 | Atheyna Bylon (PAN)          | Caitlin Parker (AUS)        |
| Poids moyens (-75 kg)       | Li Qian (CHN)                 | Atheyna Bylon (PAN)          | Cindy Ngamba (EOR)          |

## Tableau des médailles
- Pays organisateur (France)

| Rang  | Nation                        | Or | Argent | Bronze | Total |
| ----- | ----------------------------- | -- | ------ | ------ | ----- |
| 1     | Ouzbékistan                   | 5  | 0      | 0      | 5     |
| 2     | Chine                         | 3  | 2      | 0      | 5     |
| 3     | Taipei chinois                | 1  | 0      | 2      | 3     |
| 4     | Cuba                          | 1  | 0      | 1      | 2     |
| 5     | Algérie                       | 1  | 0      | 0      | 1     |
| 5     | Irlande                       | 1  | 0      | 0      | 1     |
| 5     | Ukraine                       | 1  | 0      | 0      | 1     |
| 8     | France                        | 0  | 2      | 1      | 3     |
| 8     | Turquie                       | 0  | 2      | 1      | 3     |
| 10    | Espagne                       | 0  | 1      | 1      | 2     |
| 10    | Kazakhstan                    | 0  | 1      | 1      | 2     |
| 12    | Azerbaïdjan                   | 0  | 1      | 0      | 1     |
| 12    | Kirghizistan                  | 0  | 1      | 0      | 1     |
| 12    | Mexique                       | 0  | 1      | 0      | 1     |
| 12    | Panama                        | 0  | 1      | 0      | 1     |
| 12    | Pologne                       | 0  | 1      | 0      | 1     |
| 17    | Australie                     | 0  | 0      | 2      | 2     |
| 17    | République dominicaine        | 0  | 0      | 2      | 2     |
| 17    | Philippines                   | 0  | 0      | 2      | 2     |
| 20    | Allemagne                     | 0  | 0      | 1      | 1     |
| 20    | Brésil                        | 0  | 0      | 1      | 1     |
| 20    | Bulgarie                      | 0  | 0      | 1      | 1     |
| 20    | Canada                        | 0  | 0      | 1      | 1     |
| 20    | Cap-Vert                      | 0  | 0      | 1      | 1     |
| 20    | Corée du Nord                 | 0  | 0      | 1      | 1     |
| 20    | Corée du Sud                  | 0  | 0      | 1      | 1     |
| 20    | Équipe olympique des réfugiés | 0  | 0      | 1      | 1     |
| 20    | États-Unis                    | 0  | 0      | 1      | 1     |
| 20    | Géorgie                       | 0  | 0      | 1      | 1     |
| 20    | Grande-Bretagne               | 0  | 0      | 1      | 1     |
| 20    | Tadjikistan                   | 0  | 0      | 1      | 1     |
| 20    | Thaïlande                     | 0  | 0      | 1      | 1     |
| Total | Total                         | 13 | 13     | 26     | 52    |